# Academia de Științe Sociale de pe lângă C.C. al P.C.U.S.
Academia de Științe Sociale de pe lângă C.C. al P.C.U.S. (în rusă Академия общественных наук при ЦК КПСС) a fost o instituție științifică și de învățământ superior a Partidului Comunist al Uniunii Sovietice, creată în 1946 la Moscova. Pregătea, prin sistemul de aspirantură, cadre pentru organele conducătoare de partid, pentru instituțiile de învățămînt superior și pentru institutele de cercetări științifice.
A fost transformată în Academia Rusă de Administrație Publică - rusă Российская академия государственной службы (РАГС).
O instituție similară, Academia de Studii Social-Politice „Ștefan Gheorghiu”, a existat și în România în perioada 1945 - 1989.
Printre personalitățile politice contemporane care au urmat cursurile acestei Academii se numără al treilea prim-ministru al Republicii Moldova Ion Ciubuc, al treilea președinte al RM Vladimir Voronin și liderul Partidului Comunist al Federației Ruse Ghennadi Ziuganov.